# سيسيل مارتن
سيسيل مارتن (بالإنجليزية: Cecil Martin)‏ (و. 1975  م) هو لاعب كرة قدم أمريكية، من الولايات المتحدة، ولد في شيكاغو، يلعب كظهير ‏.

## التعليم
تعلم في جامعة ويسكونسن-ماديسون.

## روابط خارجية
- سيسيل مارتن على موقع مرجع كرة القدم المحترفة.كوم (الإنجليزية)
- سيسيل مارتن على موقع كلية كرة القدم في سبورتس رفرنس.كوم (الإنجليزية)